# Génissieux
Génissieux är en kommun i departementet Drôme i regionen Auvergne-Rhône-Alpes i sydöstra Frankrike. Kommunen ligger i kantonen Romans-sur-Isère 2e Canton som tillhör arrondissementet Valence. År 2022 hade Génissieux 2 422 invånare.

## Befolkningsutveckling
Antalet invånare i kommunen Génissieux
Referens:INSEE